# Orthodontium ruahinense
Orthodontium ruahinense là một loài rêu trong họ Bryaceae. Loài này được Meijer mô tả khoa học đầu tiên năm 1952.